# Iannis Dalianidis
Iannis Dalianidis (grec: Γιάννης Δαλιανίδης; 31 de desembre de 1923 – 16 d'octubre de 2010) va ser un director de cinema grec.
La seva primera pel·lícula va ser Mousitsa, estrenada l'any 1959, seguida d'una sèrie de musicals. Entre 1974 i 1981, va produir la sèrie de televisió Luna Park. El 2002, va ser batejat com un "heroi nacional del cinema" al Festival Internacional de Cinema de Tessalònica.

## Biografia
Iannis Dalianidis va néixer a Tessalònica el 31 de desembre de 1923. Va començar la seva carrera com a ballarí amb el sobrenom de Iannis Dal. A partir de 1958 va treballar al cinema, inicialment com a guionista i després com a director. L'any 1959 va dirigir la seva primera pel·lícula, Mousitsa i algun temps més tard Laos kai Kolonaki.
El 1961 va començar a cooperar amb Finos Films, la productora cinematogràfica grega de més èxit. Va dirigir pel·lícules com O Katiforos, Ziteitai pseftis i Gorgones ke Manges, entre d'altres. Dalianidis va destacar principalment en pel·lícules musicals. Aquest gènere, a Grècia, està avui estretament relacionat amb Dalianidis. Va dirigir més de 70 pel·lícules i 10 sèries de televisió.

## Filmografia seleccionada
| Any  | Títol grec                  | Transcripció              |
| ---- | --------------------------- | ------------------------- |
| 1961 | Ο Κατήφορος                 | O Katiforos               |
| 1961 | Ζητείται ψεύτης             | Ziteitai pseftis          |
| 1961 | Ο σκληρός άνδρας            | O sklerós àndras          |
| 1962 | Νόμος 4000                  | Nomos 4000                |
| 1962 | Ο ατσίδας'                  | O atsidas                 |
| 1962 | Μερικοί το προτιμούν κρύο   | Merikoi to protimoun kryo |
| 1963 | Ίλιγγος                     | Iligos                    |
| 1964 | Κάτι να καίει               | Kati na Kaiei             |
| 1964 | Η χαρτοπαίχτρα              | I khartopaichtra          |
| 1965 | Τέντυ μπόι αγάπη μου        | Teddy Boy agapi mou       |
| 1965 | Ιστορία μιας ζωής           | Istoria mias zois         |
| 1965 | Κορίτσια για φίλημα         | Korítsia gia filima       |
| 1965 | Φωνάζει ο κλέφτης           | Fonazei o kleftis         |
| 1965 | Ένα Έξυπνο Έξυπνο... Μούτρο | Ena Exypno Exypno Moutro  |
| 1967 | Οι Θαλασσιές οι Χάντρες     | Oi Thalassies oi Hadres   |
| 1968 | Γοργόνες και Μάγκες         | Gorgones ke Manges        |
| 1969 | Γυμνοί στο δρόμο            | Gymnoi sto dromo          |
| 1971 | Ο κατεργάρης                | O katergaris              |
| 1971 | Μαριχουάνα Στοπ             | Marijuana Stop!           |
| 1974 | Εραστές του ονείρου         | Erastes tou oneirou       |
| 1982 | Βασικά... Καλησπέρα σας     | Vasika... kalispera sas   |